# Вангеліс Павлідіс
Вангеліс Павлідіс (грец. Βαγγέλης Παυλίδης, нар. 21 листопада 1998, Салоніки, Греція) — грецький футболіст, нападник португальської «Бенфіки» та національної збірної Греції.

## Клубна кар'єра
Вангеліс Павлідіс народився в місті Салоніки. Грати у футбол починав в місцевому клубі аматорського рівня. У 2015 році Павлідіс відправився до Німеччини, де приєднався до молодіжної команди клубу «Бохум». У квітні 2016 року футболіст підписав з клубом свій перший професійний контракт. А вже за місяць вперше вийшов на поле в основному складі.
У січні 2018 року Павлідіс перейшов до складу дортмундської «Боруссії» на правах оренди. Влітку «Боруссія» продовжила орендний договір з футболістом ще на рік. Але до першої команди Павлідіс так і не зумів пробитися, граючи лише у «Боруссі II» в Регіональній лізі.
На початку 2019 року нападник відправився в нову оренду - цього разу до нідерландського «Віллем II». А вже у квітні того року клуб викупив контракт грецького футболіста у «Бохума» і підписав з Павлідісом повноцінний контракт до 2022 року.
Влітку 2021 року Павлідіс перейшов до складу АЗ з Алкмара, підписавши з клубом контракт на чотири роки.
1 липня 2024 року Павлідіс приєднався до португальської «Бенфіки», підписавши з клубом п'ятирічний контракт. 11 серпня 2024 року у матчі проти «Фамалікана» Павлідіс дебютував у новій команді.

## Збірна
Вангеліс Павлідіс виступав за юнацькі та молодіжну збірні Греції. У вересні 2019 року у матчі відбіркового турніру до Євро - 2020 проти команди Фінляндії Вангеліс Павлідіс дебютував у складі національної збірної Греції.

## Досягнення
АЗ
- Найкращий бомбардир Чемпіонату Нідерландів (1): 2023-24

Бенфіка
- Володар Кубка португальської ліги (1): 2024-25
- Володар Суперкубка Португалії (1): 2025

Особисті досягнення
- Команда місяця Ередивізі: травень 2024[11]